# Arquebisbat de Chihuahua
L'arquebisbat de Chihuahua (castellà:  Arquidiócesis de Chihuahua, llatí:  Archidioecesis Chihuahuensis) és una seu metropolitana de l'Església Catòlica a Mèxic, i que pertany a la regió eclesiàstica Norte. L'any 2013 tenia 1.385.649 batejats sobre una població d'1.487.937 habitants. Actualment està regida per l'arquebisbe Constancio Miranda Weckmann.

## Territori
L'arxidiòcesi comprèn part de l'estat mexicà de Chihuahua.
La seu episcopal és la ciutat de Chihuahua, on es troba la catedral de la Santa Creu, la Mare de Déu de Regla i Sant Francesc d'Assís, un edifici barroc de meitat del segle xviii.
El territori s'estén sobre 73.956 km², i està dividit en 66 parròquies.

## Història
La diòcesi de Chihuahua va ser erigida el 23 de juny de 1891, mitjançant la butlla Illud in primis del Papa Lleó XIII, prenent el territori de la diòcesi de Durango, que contextualment va ser elevat al rang d'arxidiòcesi metropolitana, tenint com a sufragània la seu de Chihuahua.
El 6 de maig de 1950 i el 10 d'abril de 1957 cedí parts del seu territori perquè s'erigissin respectivament la missió sui iuris de Tarahumara (avui diòcesi) i del bisbat de Ciudad Juárez.
El 22 de novembre de 1958 la diòcesi va ser elevada al rang d'arquebisbat metropolità mitjançant la butlla Supre mimuneris delpapa Joan XXIII.
El 8 de gener de 1959, en virtut de la butlla Cum venerabilis del mateix Joan XXIII, s'instituí el capítol catedralici.
El 25 d'abril de 1966 i l'11 de maig de 1992 cedí porcions del seu territori per tal que s'erigissin la prelatura territorial de Madera i el bisbat de Parral.
El 17 de novembre de 1995 cedí una nova porció de territori a la prelatura territorial de Madera, que contextualment va ser elevada a diòcesi i assumí el nom de bisbat de Cuauhtémoc-Madera.

## Cronologia episcopal
- José de Jesús Ortíz y Rodríguez † (10 de juny de 1893 - 16 de setembre de 1901 nomenat arquebisbe de Guadalajara)
- Nicolás Pérez Gavilán y Echeverría † (20 de febrer de 1902 - 3 de desembre de 1919 mort)
- Antonio Guízar y Valencia † (20 de juliol de 1920 - 24 d'agost de 1969 jubilat)
- AdalbertoA lmeida y Merino † (24 d'agost de 1969 - 24 de juny de 1991 jubilat)
- José Fernández Arteaga (24 de juny de 1991 - 29 de setembre de 2009 jubilat)
- Constancio Miranda Weckmann, des del 29 de setembre de 2009

## Estadístiques
A finals del 2013, la diòcesi tenia 1.385.649 batejats sobre una població d'1.487.937 persones, equivalent al 93,1% del total.
| any  | població  | població  | població | sacerdots | sacerdots       | sacerdots       | sacerdots             | diaques | religiosos | religiosos | parròquies |
| ---- | --------- | --------- | -------- | --------- | --------------- | --------------- | --------------------- | ------- | ---------- | ---------- | ---------- |
| any  | batejats  | total     | %        | total     | clergat secular | clergat regular | batejats por sacerdot | diaques | homes      | dones      |            |
| 1950 | 815.000   | 836.000   | 97,5     | 94        | 61              | 33              | 8.670                 |         | 33         | 210        | 53         |
| 1966 | 610.500   | 667.901   | 91,4     | 108       | 87              | 21              | 5.652                 |         | 27         | 329        | 41         |
| 1970 | 768.000   | 799.902   | 96,0     | 130       | 107             | 23              | 5.907                 |         | 37         | 346        | 49         |
| 1976 | 963.360   | 999.336   | 96,4     | 108       | 85              | 23              | 8.920                 |         | 28         | 289        | 55         |
| 1980 | 1.037.491 | 1.090.718 | 95,1     | 99        | 81              | 18              | 10.479                |         | 27         | 264        | 54         |
| 1990 | 1.940.438 | 2.180.374 | 89,0     | 111       | 88              | 23              | 17.481                | 12      | 36         | 226        | 65         |
| 1999 | 935.701   | 1.039.668 | 90,0     | 116       | 86              | 30              | 8.066                 | 9       | 39         | 175        | 53         |
| 2000 | 954.415   | 1.060.461 | 90,0     | 116       | 85              | 31              | 8.227                 | 9       | 43         | 182        | 61         |
| 2001 | 973.503   | 1.081.670 | 90,0     | 108       | 77              | 31              | 9.013                 | 8       | 44         | 189        | 62         |
| 2002 | 992.973   | 1.103.303 | 90,0     | 117       | 85              | 32              | 8.486                 | 8       | 45         | 188        | 62         |
| 2003 | 990.326   | 1.125.370 | 88,0     | 115       | 86              | 29              | 8.611                 | 8       | 37         | 190        | 62         |
| 2004 | 1.010.133 | 1.285.624 | 78,6     | 106       | 78              | 28              | 9.529                 | 8       | 33         | 192        | 62         |
| 2006 | 1.176.000 | 1.321.000 | 89,0     | 131       | 102             | 29              | 8.977                 | 10      | 38         | 185        | 59         |
| 2013 | 1.385.649 | 1.487.937 | 93,1     | 146       | 119             | 27              | 9.490                 | 8       | 33         | 161        | 66         |